# Precio de afección
El precio de afección (en latín pretium affectiones) es el que se origina al vendedor por el afecto o afección especial que puede tener a dicha cosa.
Entre las circunstancias en que, según algunos autores, es lícito elevar el precio ordinario de una cosa aun sobre el sumo, se halla la molestia que se origina al vendedor por el afecto o afección especial que puede tener a dicha cosa, por ejemplo a un caballo heredado de sus mayores, a un vestido regalado por el príncipe, etc. Pero si el afecto viene de parte del comprador, no es lícito especular aprovechándose de esta circunstancia.